# Don McCullin
Donald McCullin (ur. 9 października 1935 w Londynie) – brytyjski fotoreporter, znany głównie z reportaży wojennych i społecznych. W późniejszym etapie kariery zwrócił się ku fotografii pejzaży północnej Anglii, martwej natury i ludów egzotycznych, w tym przede wszystkim plemion Etiopii oraz ofiar AIDS. Okazjonalnie zajmował się także fotografią reklamową. Tworzy niemal wyłącznie w medium czarno-białym. Stał się pierwszym w historii fotoreporterem odznaczonym Orderem Imperium Brytyjskiego. W 2005 branżowy magazyn „Press Gazette” zaliczył McCullina do grona „40 najważniejszych dziennikarzy współczesnych”.

## Życiorys

### Dzieciństwo i młodość
Don McCullin był najstarszym z trojga dzieci w ubogiej rodzinie robotniczej, zamieszkałej przy Finsbury Park w północnym Londynie. Ojciec pracował dorywczo jako sprzedawca ryb, lecz jego chroniczna astma sprawiała, że trud utrzymywania domu spoczywał głównie na matce, pracującej przy załadunku ciężarówek. W dzieciństwie, które przypadło na okres wojny, McCullin zaznał grozy bombardowań i ewakuacji. Wczesny wiek młodzieńczy upłynął mu głównie na eskapadach motocyklowych i bójkach w towarzystwie członków miejscowych gangów. Okolice jego domu rodzinnego należały do najbardziej kryminalnie i najmniej społecznie zaawansowanych w ówczesnym Londynie. Wspomnienia wojny i ubóstwa towarzyszyły mu przez całe życie: 

Jak całe moje pokolenie w Londynie jestem wytworem Hitlera. Urodziłem się w latach trzydziestych i byłem bombardowany w latach czterdziestych.(...) Dzieci bawiły się w wojnę, bo wojna była wszędzie. (...) Dorastałem pośród powszechnej ciemnoty, biedy i bigoterii, które stały się moim brzemieniem na resztę życia. Trucizna ta pozostała we mnie, choć bardzo staram się jej pozbyć. To jak urodzić się ze znamieniem, które na zawsze pozostaje na ramieniu.

Dzięki uzdolnieniom plastycznym McCullin dostał stypendium w Hammersmith School of Arts and Crafts and Buildings. Uczył się z trudem, a z czasem stwierdzono u niego dysleksję, która sprawiła, że McCullin czytać nauczył się dopiero w późnym wieku. Po śmierci ojca musiał zrezygnować ze szkoły i tym samym, w wieku 14 lat, zakończył formalną edukację.
Służbę wojskową, rozpoczętą w 1953, odbywał w RAF nad Kanałem Sueskim, u stóp Kilimandżaro w Kenii i na rozrywanym terrorem EOKA Cyprze. Nie podoławszy testowi teoretycznemu egzaminu na fotografa, spędził okres służby w ciemni, na stanowisku asystenta. Zaoszczędzony żołd przeznaczył jednak na zakup aparatu Rolleicord, którym w kooperacji z jednym z pilotów sporządził widokówki z lotniczym zdjęciem bazy, które okazały się bestsellerem. Po powrocie do życia cywilnego zastawił aparat w lombardzie i odzyskał go dopiero po interwencji matki. Wrócił też do studia animacji, w którym wcześniej pracował, lecz awans na stanowisko kolorysty uniemożliwił mu częściowy daltonizm.

### Debiut
Karierę rozpoczął w 1959, gdy społecznie zorientowany The Observer opublikował jego zdjęcia członków gangu The Guv’nors. Odtąd dokumentował życie nizin społecznych Wielkiej Brytanii, choć fotografował też sceny teatralne i osobistości życia publicznego (między innymi V.S. Naipaula), głównie pod egidą The Observer, a także News Chronicle i magazynu Town. Observer przyjął go na stałe jednak dopiero w 1961 dzięki zdjęciom Muru Berlińskiego. Do Niemiec pojechał bez wsparcia gazety, zainspirowany fotografią instalujących żelazną kurtynę funkcjonariuszy wschodnioniemieckiej policji, na jaką natknął się w czasie miesiąca miodowego spędzanego w Paryżu. Obrazy zmilitaryzowanego Berlina określiły dalsze zainteresowania zawodowe McCullina.
Chrztem bojowym był dlań konflikt etniczny pomiędzy grecką i turecką ludnością Cypru, jaki wybuchł w roku 1963. Tam McCullin po raz pierwszy zobaczył z bliska śmierć. Za zdjęcie Turczynki opłakującej zastrzelonego męża otrzymał nagrodę główną World Press Photo.

### Wojny postkolonialne
W 1964 McCullin fotografował kryzys kongijski na zlecenie niemieckiego magazynu Quick. Udając najemnika, przedostał się z zablokowanej rozkazem Mobutu Leopoldville (stolicy kraju) do sterroryzowanego antyrządową rebelią Stanleyville. Trafił tam na dowodzącego ekspedycją najemników legendarnego Mike’a Hoare’a, który ujęty brawurą McCullina, wcielił go do swego oddziału, by ten udokumentował rzeź powstańców Simba.
McCullin dwukrotnie wracał jeszcze do Konga. W 1967 nielegalnie przekroczył granice z Rwandą, by w mieście Bukavu dołączyć do osaczonego przez armię oddziału najemników Jeana Schramme.
W 1965 McCullin odszedł z Observera, gdy wraz z ekspansją fotografii kolorowej przestano wysyłać go na zagraniczne misje. Po krótkiej, rozczarowującej współpracy z The Daily Telegraph dostał posadę w The Sunday Times, dla którego pracował przez następne 18 lat. Na początku magazyn wysłał go do Stanów Zjednoczonych, gdzie powstały mniej znane fotografie uciekinierów z Kuby, mieszkańców dorzecza Missisipi, członków Ku Klux Klanu i chicagowskich policjantów. W tym okresie powstały też portrety Michelangela Antonioniego, jak również zdjęcia użyte w Powiększeniu jego autorstwa.
W 1967 McCullin zrobił reportaż o klęsce głodu w indyjskim Biharze, zaś w czerwcu znalazł się w Kairze, by obserwować nabrzmiewający konflikt izraelsko-arabski. Wojna wybuchła dzień po jego powrocie do Anglii, poprzedzonym dwoma tygodniami bezowocnego oczekiwania. Przez Cypr dostał się do Izraela i niemal wpadł w ręce Arabów, gdy nieumyślnie wyprzedził izraelskie natarcie na Jerozolimę.
Do Wietnamu McCullin pojechał po raz pierwszy w 1965 na zlecenie The Illustrated London News i ponownie w 1966 wysłany przez Quick. Jednak najbardziej ikoniczne fotografie wojny wietnamskiej wykonał w 1968 podczas, będącej następstwem ofensywy Tết, bitwy o Huế. Należy do nich między innymi magnetyzujący portret, odrętwiałego na skutek szoku bitewnego, żołnierza marines.
McCullin dokumentował wojnę w Biafrze od jej początku w 1967 po stronie plemienia Ibo, wbrew przeważającym w Wielkiej Brytanii sympatiom pronigeryjskim. Podczas pierwszej misji dołączył do biafryjskiego oddziału, którego zadaniem było zdobycie mostu przez Niger w Onitsha, na tyłach wroga. Oddział został zdziesiątkowany, a McCullin ledwie uszedł z życiem. W 1969 w pobliżu linii frontu trafił na sierociniec z kilkuset dziećmi znajdującymi się na granicy śmierci głodowej. Stamtąd pochodzi jedno z najbardziej poruszających jego zdjęć, przedstawiające kilkuletniego albinosa trzymającego w uwiędłej ręce pustą puszkę po konserwie. Odtąd na fotografiach McCullina walczący zaczęli stopniowo ustępować miejsca ofiarom przemocy.
W tym czasie McCullin odbył też pierwszą podróż do Indii, fotografował Tuaregów w Nigrze i plemiona Nowej Gwinei, a także wojny w Erytrei i Czadzie. W 1968, zatrzymany na granicy czechosłowackiej, nie zdołał zarejestrować wydarzeń praskiej wiosny. Na początku lat 70. McCullin nawiązał znajomość z brytyjskim podróżnikiem i pisarzem Normanem Lewisem. Jej efektem były reportaże poświęcone zanikającym kulturom plemiennym Indian w Brazylii, Wenezueli, Gwatemali i innych rejonach Ameryki Łacińskiej. W połowie dekady obydwaj będą badali życie plemion Aché w Paragwaju i Panare w Wenezueli.
Równolegle McCullin prowadził projekt poświęcony bezdomnym we wschodnim Londynie, oraz fotografował Beatlesów, na życzenie zespołu. Odrzucił też propozycję członkostwa w prestiżowej agencji Magnum.
W czerwcu 1970 McCullin pojechał do Kambodży. Kiedy w okolicach Prey Veng grupa rozpoznawcza, z którą podążał, trafiła pod silny ogień Czerwonych Khmerów, jedną z kul zatrzymał aparat Nikona, wiszący na jego szyi. Kilka dni później pod Phnom Penh wraz z oddziałem spadochroniarzy wszedł w zasadzkę i został trafiony odłamkami pocisku moździerzowego. W drodze do szpitala, mimo poważnych obrażeń, zdołał uwiecznić agonię żołnierza, który zasłonił go od eksplozji.
Cztery miesiące później McCullin był już w Ammanie, z którego jordańska armia wypierała palestyńskich bojowników związanych z OWP. Po jałowym tygodniu spędzonym w oblężonym hotelu udało mu się zdobyć na wyłączność relację z audiencji w królewskim pałacu.
W 1971 McCullin z własnej inicjatywy znalazł się we wschodnim Pakistanie, gdzie pośród monsunowych deszczów i epidemii cholery fotografował uchodźców z Bengalu, gdzie toczyła się wojna o niepodległość Bangladeszu.
Końcem roku McCullin, wraz z innymi dziennikarzami, został uznany za zaginionego w Ugandzie, pogrążonej w chaosie po zamachu stanu. Spędził wówczas pięć dni w więzieniu Makindye na przedmieściach Kampali, będącego katownią reżimu Idi Amina. Celę dzielił z Bobem Astlesem, pierwowzorem bohatera filmu Ostatni król Szkocji. Uwolniony, otrzymał dożywotni zakaz wjazdu do Ugandy.

### Wojny religijne i ideologiczne
W tym czasie McCullin rozpoczął bieżące reportaże z konfliktu w Irlandii Północnej. Za radą informatora, w końcu stycznia 1972 wybierał się do Derry, jednak redakcja wysłała go gdzie indziej, w wyniku czego nie miał szansy zarejestrowania wydarzeń krwawej niedzieli.
W 1972 McCullin towarzyszył delegacji Lorda Thomsona, wydawcy zarówno Timesa, jak i Sunday Timesa, w jego podróży do Chin. Zaciąwszy się przy goleniu i skrępowany wyjściową garderobą przegapił epokowe wydarzenie, jakim był uścisk lordowskiej dłoni z tą, należącą do premiera Zhou Enlai.
McCullin wrócił do Wietnamu w kwietniu tego samego roku, kiedy obecność tam wojsk Stanów Zjednoczonych spadła do 65 000, a zachodnia opinia publiczna uznawała konflikt za dogasający. Był wtedy świadkiem odwrotu wojsk Wietnamu Południowego po bitwie pod Quảng Trị, będącej początkiem zwycięskiej ofensywy Północy, a następnie zaciekłych walk w okolicach miasta An Lộc. O tych ostatnich napisał później: „Co do koncentracji zniszczeń, te dwadzieścia cztery godziny mojego życia należały do najgorszych – co mówi coś o żywotności Zapomnianej Wojny”. Po krótkim wypadzie do Kambodży wrócił do Anglii, gdy samolot, którym poleciał na południe od Phnom Penh, został zestrzelony przez Khmerów, nim wzbił się do powrotnego lotu.
W październiku 1973 McCullin pojechał na wojnę do Izraela. Gazeta odwołała go do kraju, kiedy na Wzgórzach Golan zginął jego redakcyjny kolega Nicholas Tomalin. McCullin wrócił z okularami, znalezionymi przy zwłokach przyjaciela, do których dostał się pod syryjskim ostrzałem, i bez zdjęć. Następne półtora roku upłynęło mu na wykonywaniu mniej ryzykownych zleceń, z tego okresu pochodzą między innymi fotografie okolic Wału Hadriana i algierskich imigrantów w Marsylii.
W 1975, w przededniu przejęcia władzy przez Pol Pota, raz jeszcze znalazł się w Kambodży. Ewakuując się z niej na polecenie redakcji, trafił do Sajgonu, gdzie odkrył, iż tamtejsze władze uznały go za persona non grata. Do Anglii udało mu się wrócić na pokładzie samolotu z wietnamskimi uchodźcami.
Na przełomie 1975/1976 McCullin udał się do Libanu ogarniętego wojną pomiędzy chrześcijanami i muzułmanami. Większość czasu spędził, podążając szlakiem chrześcijańskiej Falangi i dokumentując masakrę w zamieszkałej przez Ormian, Kurdów i Palestyńczyków części Bejrutu. Zdjęcie członka chrześcijańskiej bojówki grającego radośnie nad ciałem zamordowanej Palestynki ściągnęło na McCullina wyrok śmierci.
Osobiste zainteresowanie i wiedza, jaką w kwestii palestyńskiej zdobył McCullin, sprawiły, że wracał na Bliski Wschód jeszcze kilkakrotnie. Owocem odbytych w 1979 w Libanie spotkań z Jaserem Arafatem i innymi przywódcami Fatahu, była książka The Palestinians, stworzona we współpracy z Jonathanem Dimbleby.
Jesienią poprzedniego roku McCullin znalazł się w nabrzmiewającym rewolucją Iranie, gdzie w Tabas przeżył jedno z najtragiczniejszych trzęsień ziemi dekady. Fotografował także ludność irańskiego Kurdystanu. Powrócił tam już po obaleniu szacha, gdy trwał kryzys wywołany uwięzieniem pracowników amerykańskiej ambasady. Zdobył wtedy unikatowe zdjęcia mułłów, którzy na strzelnicy pod Teheranem z pełnym zaangażowaniem urzeczywistniali sen ajatollaha Chomeiniego o „dwudziestomilionowej armii”.

### Wojna o siebie
Po powrocie z Bliskiego Wschodu McCullin poczuł się emocjonalnie wyeksploatowany, a na skutek czasowego zamknięcia The Sunday Times stracił większość zleceń. Lata obserwacji przekształcających się tożsamości zbiorowych, jak i wewnętrzna potrzeba uporządkowania własnych doświadczeń skierowały jego uwagę ku dziedzictwu własnego kraju. Przez kolejne dwa lata zajmował się głównie dokumentowaniem zapóźnionych cywilizacyjnie rejonów północnej Anglii. Później wspominał swe ówczesne poszukiwania: 

Odkryłem, że moje oczy przywykły do ciemności. Wszystko, co widziałem zdawało się przywoływać moje dzieciństwo i sceny nędzy, zaniedbania, śmierci i nieszczęścia, rozbitych umysłów i potłuczonych ciał, których byłem świadkiem w innych krajach.

Efektem eskapad McCullina był album Homecoming, który określono jako „zbiór zdjęć wojny, zrobionych w czasie pokoju”.
W 1980 McCullin został uhonorowany wystawą jego wojennych fotografii w Muzeum Wiktorii i Alberta. Towarzyszył jej album Hearts of Darkness, opatrzony wstępem pióra Johna le Carré, z którym McCullin się zaprzyjaźnił.
Tego samego roku McCullin udał się do Afganistanu, jednak po kilkudniowym górskim marszu z oddziałem mudżahedinów zawrócił zorientowawszy się, że nie zostanie dopuszczony w pobliże frontu. Podobnie niepowodzeniem zakończyła się jego reportaż z uzyskującej niepodległość Rodezji, do której przybył, gdy rebelianci składali już broń, a także późniejszy, z wojny domowej w Sri Lance, gdzie nie zdołał dostać się na obszar działań wojennych. Dodatkowo, po uciążliwym dochodzeniu, został formalnie upomniany przez Kolegium Prasowe po skardze aresztowanego, którego sfotografował, dokumentując pracę policji.
Wiosną 1982 McCullin pojechał do Salwadoru, który pośród wojny domowej szykował się do wyborów. Mimo praktykowanych przez wojska rządowe egzekucji dziennikarzy kontaktujących się z wrogiem, udał się do obozu lewicowych guerillas. Aresztowany w drodze powrotnej naświetlił negatyw, by uniknąć śmierci. Fotografując małoletnich bojowników podczas walk o Usulután spadł z dachu, łamiąc rękę w pięciu miejscach. Z oblężenia wydostał się dopiero następnego dnia, a kontuzja ręki okazała się trwała.

W tym samym roku McCullin przeżył swe największe zawodowe rozczarowanie – Ministerstwo Obrony odmówiło akredytowania jego wyjazd na wojnę o Falklandy, o który McCullin zabiegał desperacko, mimo ręki na temblaku. Zaoferował nawet, że zostanie korespondentem Imperial War Museum za funta miesięcznie, przegrał jednak z konspiracyjną polityką Taczeryzmu. Jeszcze wiele lat później wspominał z furią: 

Przelałem krew w Salwadorze, przelałem krew w Kambodży, ale gdy przyszła kolej na mój własny kraj, moja krew nie była dla nich dość dobra. Wolałbym krwawić za Anglię, krwawić na Falklandach, z mą własną armią. Ale tej armii mi odmówiono.

Od początku lat 80. McCullin czekał na swą ostatnią wojnę, która zakończyłaby jego reporterską karierę: 

Pragnąłem żyć nie wystawiając mej odwagi na ustawiczne próby. (...) Nie byłem w stanie już tego robić dłużej. Szukałem tej ostatniej wojny, by wyrazić wszystko, co wiedziałem, nim się wycofam.

Wojna ta nadeszła wraz z inwazją, jakiej początkiem czerwca 1982 Izrael dokonał na południowy Liban. W sierpniu, mimo obowiązującego wciąż wyroku śmierci wydanego przez falangistów, McCullin przedostał się do Bejrutu, w samą porę, by stać się świadkiem masakry, dokonanej przez nich w palestyńskich obozach uchodźców w Sabrze i Shatilii. Ostatnie frontowe fotografie McCullina miały przedstawiać podopiecznych domu dla obłąkanych, zdruzgotanego ogniem izraelskiej artylerii oraz zrozpaczoną Palestynkę, która zaatakowała go, gdy uchwycił ją przed gruzami, które pogrzebały jej rodzinę. Fakt, że fotografował bez zgody kobiety, a także to, iż zginęła ona wkrótce po zajściu, sprawiło, że tylko raz zrobił odbitkę tego zdjęcia – by w charakterze ekspiacji opublikować ją w swej autobiografii.

### Pokój
W 1983 McCullin portretował Francisa Bacona i został wysłany przez The Sunday Times na poszukiwanie „najgorszego miejsca na ziemi”. Jego wybór padł na wyspę Fernando Po w zdewastowanej reżimem Francisco Nguemy Gwinei Równikowej.
W tym czasie doszło do zmiany na stanowisku redaktora naczelnego gazety, zajmowanego odtąd przez Andrew Neila, namaszczonego przez Ruperta Murdocha, który kupił tytuł dwa lata wcześniej. Nowe tendencje w magazynie, które w słowach McCullina sprowadzały się do „pisania o stylu życia, zamiast o życiu”, zaczęły osiągać masę krytyczną, gdy nie dostał on zgody na wyjazd do głodującej Etiopii, ani do Południowej Afryki dogorywającego apartheidu. W wywiadzie udzielonym magazynowi Granta McCullin dał upust swym odczuciom, stwierdzając między innymi: „Po co się zabijać dla właściciela gazety, któremu nawet nie drgnęłaby powieka na wieść o twojej śmierci?”. McCullin zakończył współpracę z Sunday Times w 1984.

Po początkowej konsternacji związanej z sytuacją zawodową McCullin podjął wysiłek przestawienia swej kariery na nowe tory. W 1985 udał się do Indii, by fotografować religijne rytuały pielgrzymów nad Gangesem. Po przeprowadzce do Somerset na północy Anglii, gdzie kupił dom, skupił się na obrazowaniu tamtejszych krajobrazów, których kolekcja ukaże się w 1988 pod tytułem Open Skies. W celach zarobkowych zaczął w tym czasie zajmować się fotografią reklamową, głównie na rzecz kampanii społecznych. Pierwszą z nich wykonał w ramach akcji rekrutacyjnej policji. Po latach wspominał, jak udało mu się wykorzystać reportażowy styl na rzecz komercyjnego przekazu: 

Dziesięć lat temu zapanowała moda na bardziej reportażowy styl zdjęć, gdy poszukiwano w reklamie odrobiny rzeczywistości, by przekonać ludzi, że patrzą na coś prawdziwego.
Bez namysłu odrzucił jednak lukratywną ofertę stworzenia oprawy wizualnej kampanii rekrutacyjnej armii amerykańskiej.

W 1990 opublikował autobiografię z nadzieją zamknięcia awanturniczego i naznaczonego cudzą i własną rozpaczą okresu swojego życia. Jednak kiedy wybuchła wojna w Zatoce Perskiej, nie pojechał na nią tylko dlatego, że władze Arabii Saudyjskiej odmówiły mu wizy. Rok później udał się wszelako do Iraku z ramienia Independent Magazine, by zrobić reportaż o Kurdach eksterminowanych przez reżim Saddama Husajna. Po czterech latach wrócił też do zachodniej Nowej Gwinei wraz z Normanem Lewisem.
W latach 1996–1997 gromadził materiał o Indiach, opublikowany dwa lata później w osobnym albumie. Koniec tysiąclecia to projekt dla Christian Aid o ofiarach AIDS w Południowej Afryce, Botswanie i Zambii. W 2002 McCullin fotografował żyjących w dolinie rzeki Omo w Etiopii nomadów Mursi, którzy ze zdobyczy zachodniej cywilizacji przyswoili sobie jedynie karabin kałasznikow. Dwa lata później ukończył kolejny projekt na temat epidemii AIDS. W 2007 McCullin pojechał do Darfuru, by zrobić reportaż o tamtejszych uchodźcach dla Oxfamu. Wtedy też stworzył cykl 10 portretów przywódców grup religijnych Wielkiej Brytanii.
W 2005, podczas realizacji dokumentu dla kanadyjskiej stacji CBC wyznał, że uważa swą karierę za marnotrawstwo czasu, gdyż jego praca nie wywarła żadnego wpływu na świat.

## Życie prywatne
W 1961 McCullin poślubił poznaną dwa lata wcześniej urzędniczkę Christine Dent. Mają trójkę dzieci – Paula, Jessicę i Alexandra. Pod koniec lat 70., fotografując pokaz mody w Paryżu, McCullin poznał Laraine Ashton, założycielkę agencji IMG Models. Po powrocie z ostatniej misji w Libanie zamieszkał z nią, opuściwszy żonę. W 1987 urodził się ich syn Claude, rok po tym, jak kupili dom w Somerset, w którym McCullin znajduje wreszcie nieco ukojenia i w którym mieszka do dziś. W 1988 Christine, po długiej agonii, umiera na raka – nie dożywając ślubu ich syna, zaplanowanego na ten sam dzień. Jej odejście obudziło stare demony i skłoniło McCullina do przewartościowania jego życia. W efekcie związek z Laraine rozpadł się. W 1995 McCullin ożenił się z Marilyn Bridges, Amerykanką specjalizującą się w fotografii lotniczej. Dystans między Somerset i Nowym Jorkiem rozdzielił ich definitywnie po sześciu latach. Wkrótce McCullin ożenił się z Catherine Fairweather, dziennikarką działu podróży w Harper’s and Queen, z którą ma piąte dziecko, syna Maxa.
Młodszy brat McCullina, Michael, również wybrał życie wypełnione ryzykiem, dosłużywszy się stopnia sierżanta w szeregach Legii Cudzoziemskiej. Po wielu latach rozłąki McCullin spotkał go w 1970, gdy obydwaj znaleźli się w Czadzie – Michael by tłumić powstanie przeciw prezydentowi François Tombalbaye, Don by dokumentować efekty jego działań. Spotkanie w okolicach Faya-Largeau trwało niewiele ponad godzinę i skończyło się afrontem, gdy McCullin nie przyjął podarku, jakim była myśliwska strzelba wygrana w karty przez Michaela. W 1995, w wieku 51 lat, Michael opuścił Legię i zajął się organizowaniem wycieczek typu adventure tour na Korsyce.

## Warsztat
Pierwszym aparatem fotograficznym McCullina był średnioformatowy Rolleicord IV, którym wykonał między innymi przełomowe dla jego kariery zdjęcie członków gangu. Po przejściu na zawodowstwo, zamienił go na małoobrazkowy Pentax, z którym zaznajomił go Philip Jones Griffiths. Przez większość czasu fundamentem wyposażenia McCullina pozostał zestaw: aparat Nikon F z obiektywem 28 mm oraz charakteryzujący się dużą czułością czarno-biały film Tri-X Kodaka. Regularnie używał też lustrzanek Olympusa, model OM 1 i 2. Do średniego formatu wrócił, fotografując martwą naturę, między innymi aparatem Linhof.
Na wrażliwość artystyczną McCullina silny wpływ miały fotografie z frontów II wojny światowej reporterów takich, jak Robert Capa czy Eugène Smith. Podziwiał też zmysł społeczny Paula Stranda i Billa Brandta, którego namówił kiedyś na spotkanie i który podobnie jak McCullin dokumentował zacofaną północ Anglii.

Dokumentacyjna wartość i wiarygodność zdjęć McCullina pochodzi z ich bezpośredniości i braku dystansu. Prawda jego fotografii zasadza się bardziej na refleksie, niż na refleksji. Wielokrotnie sprzeciwiał się on nazywaniu go „artystą”, preferując termin „fotograf”, by podkreślić informacyjny i interwencyjny charakter swej pracy. Jak sam powiedział:

Używam aparatu jak szczoteczki do zębów. Robi, co trzeba.

 Nie wzbraniał się natomiast przed określaniem go „propagandystą” i raz jeden uchybił wymogom obiektywizmu – aranżując zdjęcie, na którym obok zwłok północnowietnamskiego żołnierza rozłożył jego przedmioty osobiste, którymi nie zainteresowali się szabrujący marines.

Sam McCullin twierdzi, że niezaprzeczalne walory artystyczne jego prac, porównywanych nieraz do ikon bądź obrazów Goi, są pochodną natury fotografowanych przezeń scen, nie zaś rozmyślnej stylizacji: 

Nie ma wątpliwości, że moje fotografie posiadają niezwykle silny odcień religijny, są jak dwudziestowieczne ikony. Istoty ludzkie, gdy cierpią, mają skłonność, by spoglądać w górę. I właśnie wtedy naciskam przycisk.

Swoje negatywy jednak McCullin zawsze traktował z wielkim namaszczeniem, miał zwyczaj dostarczać je osobiście, miast przez kuriera. Co ważniejsze, sam obrabia je w ciemni i wywołuje, co również stanowi dlań bardzo istotny element procesu twórczego. O perfekcjonizmie McCullina jeden z jego współpracowników powiedział:

Pracuje bardzo prosto, nie używa wymyślnego sprzętu. Komponuje bardzo ciasno. Kadrowanie nie jest zmartwieniem - przeważnie to, co przysyła Don, to dokładnie to, co chcesz wydrukować.

Odbitki o przesyconych czerniach i celowo podniesionym kontraście, jakie wychodzą spod rąk McCullina, najlepiej jego zdaniem korespondują z przedstawioną na nich rzeczywistością: 

Moi koledzy zarzucają mi czasem, że wywołuję me zdjęcia zbyt ciemno. Mogę tylko powiedzieć, że pasuje to do nastroju melancholii, jaki wywołuje bliskie obcowanie z tak natarczywymi sytuacjami konfliktu i beznadziei.

## Wybrane nagrody i odznaczenia
- 1964 – Fotografia roku w konkursie World Press Photo[8]
- 1969 – Pierwsza nagroda w kategorii: reportaż (Biafra) w konkursie World Press Photo.
- 1977 – Pierwsza nagroda w kategorii: reportaż (Bejrut) w konkursie World Press Photo.
- 1978 – American Society of Magazine Photographers Award – nagroda za całokształt pracy
- 1978 – Tytuł członka rzeczywistego (ang. fellowship) Royal Photographic Society.
- 1992 – Nagroda im. Ericha Salomona[34].
- 1993 – Order Imperium Brytyjskiego (CBE).
- 1993 – Tytuł doktora honoris causa Uniwersytetu w Bradford.
- 2006 – Tytuł doktora honoris causa Uniwersytetu Lincolna.
- 2006 – Nagroda Cornell Capa Infinity Award.
- 2007 – Centenary Medal nadany przez Royal Photographic Society.

## Publikacje
- Don McCullin: The destruction business. London: Open Gate Books, 1971. ISBN 978-0-333-13022-3. Brak numerów stron w książce; wydanie amerykańskie: Donald McCullin, Aleksandr Isaevich Solzhenit︠s︡yn: Is anyone taking any notice? A book of photographs and comments. Cambridge, Mass., MIT Press [1973]. ISBN 978-0-262-13084-4. Brak numerów stron w książce
- Marc Riboud, Michael Edelson, Cornell Capa: The Concerned photographer 2; the photographs of Marc Riboud, Roman Vishniac, Bruce Davidson, Gordon Parks, Ernst Haas, Hiroshi Hamaya, Donald McCullin, W. Eugene Smith. Nowy Jork: New York, Grossman Publishers, 1972.. ISBN 978-0-670-23556-8. Brak numerów stron w książce
- Don McCullin, Donald McCullin: Homecoming. New York: St. Martin’s Press, 1979. ISBN 0-312-38865-9. Brak numerów stron w książce
- Jonathan Dimbleby: The Palestinians. Quartet Books. ISBN 0-7043-3322-8. Brak numerów stron w książce
- Don McCullin: Hearts of Darkness. Random House Inc (P). ISBN 0-394-74919-7. Brak numerów stron w książce
- Mark Haworth-Booth, Don McCullin: Donald McCullin. London: Collins, 1983. ISBN 0-00-411935-5. Brak numerów stron w książce
- Don McCullin: Beirut, a city in crisis. Sevenoaks, Kent: New English Library, 1983. ISBN 0-450-06037-3. Brak numerów stron w książce
- Don McCullin: Perspectives. London: HARRAP, 1987. ISBN 0-245-54368-6. Brak numerów stron w książce
- Don McCullin, John Fowles: Open skies. London: J. Cape, 1989. ISBN 0-224-02539-2. Brak numerów stron w książce
- Don McCullin, Lewis Chester: Unreasonable behaviour: an autobiography. London: Vintage, 1992. ISBN 978-0-09-991550-8. Brak numerów stron w książce
- Don McCullin: Sleeping with ghosts: a life’s work in photography. London: J. Cape, 1994. ISBN 0-224-03241-0. Brak numerów stron w książce
- Don McCullin, Norman Lewis: India. London: Jonathan Cape, 1999. ISBN 0-224-05089-3. Brak numerów stron w książce
- Don McCullin, Harold Evans, Susan Sontag: Don McCullin. London: Jonathan Cape, 2003. ISBN 978-0-224-07118-5. Brak numerów stron w książce
- Don McCullin: Cold heaven: Don McCullin on AIDS in Africa. London: Christian Aid, 2001. ISBN 0-904379-47-7. Brak numerów stron w książce
- Peter Howe: Shooting Under Fire: The World of the War Photographer. New York: Artisan, 2002. ISBN 978-1-57965-215-9. Brak numerów stron w książce
- Don McCullin, Harold Evans, Susan Sontag: Don McCullin. London: Jonathan Cape, 2003. ISBN 0-224-07118-1. Brak numerów stron w książce (Wydanie małoformatowe)
- Don McCullin: Don McCullin, a retrospective. London: British Council, 1993. ISBN 0-86355-207-2. Brak numerów stron w książce
- Catherine Leroy, John McCain: Under fire: great photographers and writers in Vietnam. New York: Random House, 2005. ISBN 978-1-4000-6358-1. Brak numerów stron w książce
- Don McCullin: Don McCullin in Africa. London: Jonathan Cape, 2005. ISBN 0-224-07514-4. Brak numerów stron w książce
- Mary Panzer, Christian Caujolle: Things As They Are. New York: Aperture, 2005. ISBN 978-1-59711-014-3. Brak numerów stron w książce
- Don McCullin: In England. London: Jonathan Cape, 2007. ISBN 978-0-224-07870-2. Brak numerów stron w książce